# Szajma Afifi
Szajma Afifi (arab. شيماء عفيفي; ur. 4 kwietnia 1981) – egipska zawodniczka taekwondo.
W 1997 zdobyła złoty medal igrzysk panarabskich w wadze do 55 kg.
W 1998 odpadła w ćwierćfinale młodzieżowych mistrzostw świata w wadze do 52 kg.
W 1999 odpadła w 1/16 finału mistrzostw świata w wadze do 55 kg.
W 2000 wystartowała na igrzyskach olimpijskich w wadze do 57 kg (piórkowej) i zajęła ostatnie, 10. miejsce. W pierwszej rundzie przegrała z Greczynką Areti Afanasopulu.